# Diaulacaspis xerospermi
Diaulacaspis xerospermi är en insektsart som beskrevs av Takagi, Pong och Ghee 1989. Diaulacaspis xerospermi ingår i släktet Diaulacaspis och familjen pansarsköldlöss. Inga underarter finns listade i Catalogue of Life.